# Дмитрієв Віталій Михайлович
Дмитрієв Віталій Михайлович (нар. 11 жовтня 1936 року, Харків — 30 серпня 2009 року, Харків) — радянський, український фізик — експериментатор, доктор фізико-математичних наук (1979), професор (1982), Заслужений діяч науки і техніки України (1998), лауреат Державної премії України в галузі науки і техніки (2000).

## Біографія
Віталій Михайлович Дмитрієв народився 11 жовтня 1936 року в Харкові, УРСР. У 1959 закінчив радіофізичний факультет Харківського державного університету . В 1961—1962 був співробітником Харківського фізико-технічного інституту. З 1962 працював у Фізико-технічному інституті низьких температур (ФТІНТ). З 1968 по 2009 був керівником відділу надпровідності ФТІНТ. З 1980 по 1988 — заступник директора ФТІНТ з наукової роботи. У 1967 захистив кандидатську дисертацію. У 1979 році йому присвоєно науковий ступінь доктора фіз.-мат. наук, тема дисертації «Високочастотні і нелінійні властивості надпровідників». У 1982 отримав вчене звання професора. З 1980 по 1988 за сумісництвом працював професором кафедри експериментальної фізики фізичного факультету Харківського університету. Викладав курси надпровідності та загальної фізики. Був членом редколегії міжнародного журналу «Фізика низьких температур». В. М. Дмитрієв активно співпрацював з провідними вченими Англії, США, Франції, Німеччини, Польщі, Росії. Понад 10 років був представником України в Міжнародній лабораторії сильних магнітних полів і низьких температур (Вроцлав, Польща).  Помер 30 серпня 2009 в Харкові .

## Наукова діяльність
У співавторстві з англійськими вченими В. М. Дмитрієв відкрив і, надалі, всебічно вивчив явище стимуляції надпровідності електромагнітним випромінюванням. Це явище отримало пояснення в роботах Г. М. Еліашберга і сприяло розвитку теорії нерівноважної надпровідності. Їм розвинені основи теорії нерегулярних хвилеводів і резонаторів. Під керівництвом і за безпосередньої участі В. М. Дмитрієва проводилися дослідження надпровідних болометрів і розроблялися фізичні основи надпровідної електроніки. Вперше виявив утворення високочастотних центрів проковзування фази в вузьких надпровідних каналах, відкрив і досліджував неджозефсонівську генерацію в центрах проковзування фази. Після відкриття високотемпературних надпровідників у 1986 В. М. Дмитрієв з колегами зайнявся вивченням такого незвичайного явища, як псевдощілина, розуміння якого має сприяти з'ясуванню механізму надпровідного спарювання в ВТНП. Експериментально довів існування нових низькочастотних плазмових коливань у надпровідниках. В останні роки життя Віталій Михайлович займався дослідженням надпровідності в потрійних рідкісноземельних з'єднаннях і співіснування надпровідності і магнетизму.

## Вибрані публікації
- Microwave-enhanced critical supercurrents in constricted tin films. / A. F. G. Wyatt, V. M. Dmitriev, W. S. Moore, and F. W. Sheard  // Phys. Rev. Lett., V. 16, 1166 (1966)
- Induction and stimulation of superconductivity by external electromagnetic radiation (Review). / Dmitriev, V. M.,  Khristenko, E. V. // Fizika Nizkikh Temperatur, vol. 4, p. 821—856 (1978).
- Дмитриев В. М., Зоркин А. Ф., Ляпунов Н. В., Седых В. М. Волноводы с поперечным сечением сложной формы. — Харьков, Издательство Харьковского университета, 1979, 128 с.
- Phase-slip processes induced by microwave field and direct current in superconducting ceramic YBa2 Cu3 O7− x. / V.M. Dmitriev, I.V. Zolochevskii, E.V. Khristenko // Physica C: Superconductivity, V. 235, P. 1973—1974 (1994)
- Analysis of fluctuation conductivity of YBa2 Cu3 O7−δ t-PrBa2 Cu3 O7−δssuperlattices. / A.L. Solovjov, V.M. Dmitriev, H.U. Habermeier, I.E. Trofimov // Physical Review B, V. 55 (13), P. 8551 (1997)
- Critical currents, phase slip centers, and phase slip lines in superconducting films in the absence of external magnetic field. / V. M. Dmitriev I. V. Zolochevskii, T. V. Salenkova, and E. V. Khristenko // Low Temperature Physics, V. 31, 127 (2005)
- Observation of superconductivity enhancement by an external electromagnetic field and of high frequency phase-slip lines in wide tin films. / A.B. Agafonov, V.M. Dmitriev, I.V. Zolochevskij, E.V. Khristenko // Low Temperature Physics, V. 27 (8), P. 928—931 (2001)
- Resistive states of superconducting channels in alternating electromagnetic field. (Review article.) / V.M. Dmitriev, I.V. Zolochevskij, E.V. Khristenko // Low Temperature Physics, V. 27 (3), P. 227—252 (2001)
- Resistive current states in wide superconducting films in zero magnetic field. / V.M. Dmitriev, I.V. Zolochevskii // Superconductor Science and Technology, V. 19 (4), P. 342 (2006)
- Fluctuation conductivity and pseudogap in YBCO high-temperature superconductors. / A.L. Solov'ev, V.M. Dmitriev // Low Temperature Physics, V. 35 (3), P. 169—197 (2009)
- Enhancement of superconductivity by external electromagnetic field in Sn films of different widths. / V.M. Dmitriev, I.V. Zolochevskij, T.V. Salenkova, E.V. Khristenko // Fizika Nizkikh Temperatur, V. 31 (11), P. 1258—1265 (2005)
- AC Josephson properties of phase slip lines in wide tin films. / V.M. Dmitriev, I.V. Zolochevskii, E.V. Bezuglyi, D.S. Kondrashev // Superconductor Science and Technology, V. 20 (8), P. 891 (2007).
- Influence of microwave irradiation on the dc resistive state of a wide superconducting film. / V.M. Dmitriev, I.V. Zolochevskii, T.V. Salenkova // Low Temperature Physics, V. 35 (11), P. 849—853 (2009)

## Нагороди
Заслужений діяч науки і техніки України (1998). Лауреат Державної премії України в галузі науки і техніки (2000) . Нагороджений медаллю «За доблесну працю».